# 부천 신세계 쿨캣 WBT
부천 신세계 쿨캣 WBT(Bucheon Shinsegae Coolcat Women's Basketball Team)는 대한민국 경기도 부천시에 있었던 농구 선수단이다. 신세계가 운영했던 여자 프로 농구단이며, 1997년에 창단되었고 2012년에 해단되었다.

## 참고 문헌
- “스포츠지원포털 등록 현황”. 대한체육회.
- “한국여자프로농구 히스토리”. 한국여자농구연맹.

## 같이 보기
- 부천 신세계 쿨캣 WBT R